# Freiherr-vom-Stein-Gymnasium (Lünen)
Das Freiherr-vom-Stein-Gymnasium ist ein Gymnasium im Zentrum der Stadt Lünen, Kreis Unna, im deutschen Bundesland Nordrhein-Westfalen.

## Geschichte
Bereits im ausgehenden Mittelalter gab es in Lünen eine Lateinschule. In den Jahren 1790 bis 1799 war der Schulreformer Johann Wilhelm Kuithan (1760–1831) Rektor an dieser Schule.
Das heutige höhere Schulwesen der Stadt Lünen geht auf eine Rektoratsschule zurück, die im Jahr 1605 erstmals urkundlich erwähnt wurde. Aus dieser Schule ging 1907 ein Progymnasium hervor, welches 1922 zum Gymnasium erhoben wurde. Anlässlich des Umzugs des damaligen Realgymnasiums im Jahre 1931 in den bis heute genutzten Neubau an der Friedenstraße erhielt die Schule den Namen des preußischen Staatsreformers Reichsfreiherr Heinrich Friedrich Karl vom Stein (1757–1831), der nach seinem Abschied aus den öffentlichen Ämtern auf seinem wenige Kilometer nördlich von Lünen gelegenen Schloss Cappenberg seinen Lebensabend verbracht hatte und dessen 100. Todestag in diesem Jahr begangen wurde. Am 15. September 2007 beging „das FSG“, wie es in der Stadt genannt wird, mit einem ganztägigen Festakt seinen einhundertsten Gründungstag.

## Gebäude
Das Hauptgebäude der Schule ist ein – seit 1985 denkmalgeschützter – spätexpressionistischer roter Backsteinbau, der 1931 vom damaligen Freiherr-vom-Stein-Realgymnasium bezogen wurde. Verantwortlich für den Bau waren die Architekten Dietrich und Karl Schulze aus Dortmund, die den Auftrag zum Bau des Gebäudes als Sieger eines Wettbewerbs erhielten. Ähnlich wie die von dem niederländischen Architekten Willem Marinus Dudok geplante Dr. H. Bavinckschool in Hilversum repräsentiert der Neubau des Freiherr-vom-Stein-Gymnasiums von 1931 einen in der Weimarer Republik neuen, reformpädagogischen Schulbautyp. Charakteristisch für die Innengestaltung der Schule sind die gelben und grünen Wandfliesen im Eingangsbereich und in den Fluren.
Im November 2019 wurde das Schulgebäude, das ein Paradebeispiel für das Neue Bauen darstellt, von der LWL-Denkmalpflege, Landschafts- und Baukultur in Westfalen als Denkmal des Monats in Westfalen-Lippe ausgezeichnet.
Neben dem Schulgebäude wurde im gleichen Baustil das Schulleiterhaus (Friedenstraße 10) errichtet, das heute nicht mehr zur Schule gehört, aber mit ihr ein architektonisches Ensemble bildet und seit 2020 ebenfalls unter Denkmalschutz steht.
Der Weg zwischen Schule und Schulleiterhaus hieß früher Jahnstraße.

## Erweiterungen
In den Jahrzehnten nach der Eröffnung wurde das Hauptgebäude wiederholt erweitert. 1984 erhielt es einen Anbau, der wesentliche Gestaltungsmerkmale des Hauptgebäudes – insbesondere die Ausführung der Mauerflächen in rotbraunen Backsteinklinkern, die (technisch aufwändige und kostspielige) Rundung aller vertikalen Gebäudekanten und den Schnitt der Fenster – harmonisch aufgriff und fortführte. Dasselbe gilt auch für die Architektur der gleichzeitig fertiggestellten freistehenden Sporthalle. Dass keine standardisierten und kostengünstigeren Zweckbauten erstellt wurden, sondern das denkmalgeschützte Hauptgebäude in Anbau und Sporthalle stilistisch fortgeführt wurde, ist im Wesentlichen dem Engagement des damals an der Schule unterrichtenden langjährigen Kunsterziehers und neo-expressionistischen Künstlers Rolf-Dietrich Ratzmann (1944–1992) zu verdanken, der auch als früherer Schüler dem Gymnasium verbunden war.

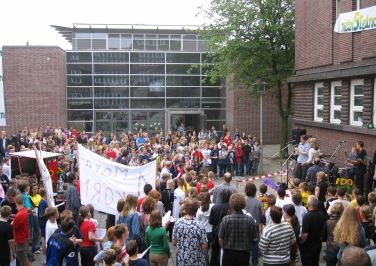
Der 1999 eröffnete Neubau

Als bislang letzte Erweiterung wurde 1999 ein von dem Lüner Architekten Karl Marek entworfenes dreistöckiges, freistehendes Flachdach-Gebäude fertiggestellt. Es enthält Fachräume für Kunst und Musik, Klassen- und andere Zweckräume sowie im oberen Stock eine im Grundriss gegenüber dem Untergeschoss an drei Seiten zurücktretende Schulbibliothek, die fast rundum von großzügigen Glasflächen gesäumt ist und sich zu einem Dachgarten öffnet, der bei warmem und trockenem Wetter von den Schülern genutzt werden kann. Dieser klar strukturierte und modern anmutende Kubus greift in seinem Mauerwerk zwar den rotbraunen Backstein des Hauptgebäudes und des Anbaus von 1984 zitierend auf, verzichtet aber auf die gerundeten Ecken. Der Neubau erhebt sich in dreißig Metern Abstand exakt in der Achsenverlängerung des Hauptgebäude-Eingangs und kommuniziert mit diesem und dem gesamten Hauptgebäude über die großen, die beiden unteren Stockwerke transparent öffnenden Glasflächen seiner Eingangsfront, in denen sich der 1931 fertiggestellte, denkmalgeschützte Traditionsbau des Freiherr-vom-Stein-Gymnasiums sinnfällig spiegelt. Weitere Entsprechungen zwischen Alt- und Neubau zeigen sich in Grundriss, Flachdach, Dachterrasse, Raumtüren und in der Deckenfarbe des Staffelgeschosses.
An der Schule unterrichten etwa 80 Lehrkräfte fast 1000 Schülerinnen und Schüler.

## Besonderheiten der Schule
- Seit 1982 verfügt die Schule über Computertechnik. Software-Entwicklung wird in der Programmiersprache Java unterrichtet.
- Die Forschungswerkstatt „EinStein“ ist ein Gebäudebereich mit Werk- und Arbeitsräumen, in dem Schüler aller Klassen und Stufen während und außerhalb der Schulzeit wissenschaftspropädeutischen Projekten nachgehen können, die von den Schülern einmal jährlich am „EinStein-Tag“ der Öffentlichkeit präsentiert werden.
- Seit 2010 hat das FSG als Medienscouts ausgebildete Schülerinnen und Schüler.[9]
- Seit Mai 2012 ist die Schule als „Europa-Schule in NRW“ zertifiziert.[10]
- Seit 2020 hat das Gymnasium die Schülerfirma StoneCompany, welche z. B. mit dem Schullogo bedruckte T-Shirts produziert und in der Schule verkauft.[11][12]
- Seit 2022 ist das FSG mit dem Instagram-Account @fsgluenen auch in den Sozialen Medien präsent.[13]

## Partnerschaften und Fördervereine
- Für den Schüleraustausch bestehen Partnerschaften mit der Webster Groves High School in St. Louis, Missouri (USA) und der Institution Jeanne d’Arc in Étampes (Frankreich). Der über lange Jahre gepflegte Austausch mit der Goethe-Schule in Sankt Petersburg (Russland) ist Anfang der 2010er Jahre „schwierig geworden“, wie die Schul-Website vermeldete.[14] Seit 2018 besteht eine Partnerschaft zwischen dem Freiherr-vom-Stein-Gymnasium und dem Zuider Gymnasium in Rotterdam.
- Die Schule wird durch den Verein der Freunde und Förderer des Freiherr-vom-Stein-Gymnasiums e.V. unterstützt.

## Ehemalige Schüler und Schülerinnen (Auswahl)
- Reiner Saul (1938–2024), Bauingenieur, Abitur 1958
- Rüdiger Sagel (* 1955), Diplomingenieur, Landtagsabgeordneter NRW Grüne und Linke, Abitur 1975
- Michael Steinbrecher (* 1965), TV-Moderator und Journalist, Abitur 1984
- Kirstin Hesse (* 1980), Sängerin und Entertainerin, Abitur 2000